# Doctrine
Doctrine — объектно-реляционный проектор (ORM) для PHP 7.1+, который базируется на слое абстракции доступа к БД (DBAL). Одной из ключевых возможностей Doctrine является запись запросов к БД на собственном объектно-ориентированном диалекте SQL, называемом DQL (Doctrine Query Language) и базирующемся на идеях HQL (Hibernate Query Language).

## Пример использования
Doctrine версии 1.* следует паттерну Active Record для работы с данными. Для примера, если программист хочет создать пользователя в базе данных, он может больше не использовать SQL, а написать следующий PHP код:
```
 
$user
 
=
 
new
 
User
();

 
$user
->
name
 
=
 
"john"
;

 
$user
->
password
 
=
 
"doe"
;

 
$user
->
save
();

 
echo
 
"The user with id 
{
$user
->
id
}
 has been saved."
;

```

Doctrine версии 2.* следует паттерну Data mapper. Для создания пользователя может использоваться следующий кодː
```
 
$user
 
=
 
new
 
User
();

 
$user
->
setName
(
"john"
);

 
$user
->
setPassword
(
"doe"
);

 
$entityManager
->
persist
(
$user
);

 
$entityManager
->
flush
();

 
echo
 
"The user with id 
{
$user
->
getId
()
}
 has been saved."
;

```

## Применение
Doctrine ORM применяется во фреймворках Laravel, Yii, Symfony.